# Gymnobothrus temporalis
Gymnobothrus temporalis är en insektsart som först beskrevs av Carl Stål 1876.  Gymnobothrus temporalis ingår i släktet Gymnobothrus och familjen gräshoppor.

## Underarter
Arten delas in i följande underarter:
- G. t. flexuosus
- G. t. temporalis